# Óscar Aquino
Óscar Alfred Aquino Sandoval (nascido em 28 de abril de 1966) é um ex-ciclista guatemalense que competiu no ciclismo nos Jogos Olímpicos de Verão de 1988.